# Derecho constitucional comparado
El derecho constitucional comparado es una rama del derecho constitucional que se enfoca en el estudio y análisis de las constituciones de diferentes países con el objetivo de identificar similitudes, diferencias y tendencias en la organización y funcionamiento de los sistemas constitucionales. Este enfoque comparativo permite a los juristas, académicos y profesionales del derecho comprender mejor las diversas formas en que se estructuran y protegen los derechos fundamentales, así como las diferentes maneras en que se organizan los poderes del Estado.

## Definición y alcance
El derecho constitucional comparado implica la comparación sistemática de las normas constitucionales, las instituciones gubernamentales y las prácticas políticas de distintas naciones. Este campo examina las similitudes y diferencias en términos de estructuras gubernamentales, derechos fundamentales, sistemas judiciales y relaciones entre los distintos órganos del Estado.
El alcance del derecho constitucional comparado es amplio e incluye el estudio de las constituciones escritas y no escritas, así como de los sistemas unitarios, federales y confederales. Además, aborda cuestiones fundamentales como la separación de poderes, la protección de los derechos humanos, la representación política y la resolución de conflictos constitucionales.